# Ptilinastes gerardi
Ptilinastes gerardi is een keversoort uit de familie klopkevers (Anobiidae). De wetenschappelijke naam van de soort is voor het eerst geldig gepubliceerd in 1913 door Lesne.